# Bromberg, Niederösterreich
Bromberg är en ort och kommun  i Österrike. Den ligger i distriktet Wiener Neustadt-Land i förbundslandet Niederösterreich, 60 kilometer söder om huvudstaden Wien. 
Kommunen består av fyra orter (Ortschaften) (inom parentes invånarantal 1 januari 2024):
- Breitenbuch (52)
- Bromberg (306)
- Schlag (34)
- Schlatten (766)